# Wilhelm Simonis
Wilhelm Richard Eduard Simonis (* 25. Juni 1909 in Neubrandenburg; † 13. September 2003) war ein deutscher Botaniker.
Simonis studierte Biologie, Physik und Mathematik in Rostock, Freiburg und Göttingen und absolvierte das Staatsexamen in Göttingen mit einer physikalischen Arbeit bei James Franck. Danach wechselte er zur Botanik und wurde 1935 bei Richard Harder promoviert (Die Abhängigkeit des osmotischen Wertes vom Bodenwassergehalt bei Pflanzen verschiedener ökologischer Gruppen). Nach Wehrdienst im Zweiten Weltkrieg habilitierte er sich 1946 in Tübingen bei Erwin Bünning, dessen Assistent er war. 1949 wurde er Professor am Botanischen Institut der Tierärztlichen Hochschule Hannover, wo die Botanikerin Maria Ehrenberg als Postdoktorandin in seinem Institut forschte. Er wurde 1958 Professor für Botanik und Pharmakognosie an der Universität Würzburg. Er war dort 1961 Dekan der naturwissenschaftlichen Fakultät und 1964 bis 1968 Direktor des Verwaltungsausschusses der Universität, wobei er an der Verlegung der Universität an den Stadtrand mitwirkte. Er baute das botanische Institut zu einer international angesehenen Forschungsstätte auf und etablierte dort einen weiteren Lehrstuhl für Geobotanik (den zuerst Otto Ludwig Lange innehatte). 1977 wurde er emeritiert.
Simonis befasste sich mit Photosynthese und setzte als einer der Ersten in Deutschland radioaktive Isotope zu deren Erforschung ein unter anderem bei in vivo Untersuchungen zur Energieübertragung bei der Photosynthese. Er interessierte sich frühzeitig für Umweltbelange, erforschte die Wirkung ionisierender Strahlung auf Pflanzenzellen und die Rolle von Insektiziden in der Nahrungskette und in der Pflanzenzelle (zum Beispiel Änderungen in der Zellmembran).
Er war Ehrenmitglied der Deutschen Botanischen Gesellschaft. 1985 erhielt er das Bundesverdienstkreuz am Bande. Er war lange Jahre Referent der Fortschritte der Botanik.

## Schriften (Auswahl)
- mit Karl Paech: Übungen zur Stoffwechselphysiologie der Pflanzen. Springer, 1952.
- Die Entwicklung der Würzburger Botanik. In: Peter Baumgart (Hrsg.): Vierhundert Jahre Universität Würzburg. Eine Festschrift. Degener & Co. (Gerhard Gessner), Neustadt an der Aisch 1982 (= Quellen und Beiträge zur Geschichte der Universität Würzburg. Band 6), ISBN 3-7686-9062-8, S. 601–628.